# Xanthomaenas zonalis
Xanthomaenas zonalis är en fjärilsart som beskrevs av Walter Karl Johann Roepke 1940. Xanthomaenas zonalis ingår i släktet Xanthomaenas och familjen björnspinnare. Inga underarter finns listade i Catalogue of Life.